# Nogometni kup Herceg-Bosne
Nogometni kup Herceg-Bosne je bilo kup natjecanje za klubove bosanskohercegovačkih Hrvata u Bosni i Hercegovini za vrijeme rata u toj zemlji i poslijeraća. Kup je organizirao Nogometni savez Hrvatske Republike Herceg-Bosne. Najuspješniji klub je trenutačno neaktivni HNK Ljubuški s dva osvojena naslova. 
U vrijeme rata i poraća u Bosni i Hercegovini, nogometna natjecanja su bila podijeljena po nacionalnoj osnovi, tako da su u Bosni i Hercegovini Hrvati, Bošnjaci i Srbi svaki za sebe igrali svoje nacionalne lige i kupove. Od sezone 2000./01., bošnjačka i hrvatska liga spojene su u jednu, stvorivši Premijer ligu BiH, a od te sezone se igra i jedinstveni Nogometni kup Bosne i Hercegovine.

## Završnice Kupa Herceg-Bosne
| sezona    | domaćin završnice | pobjednik      | rezultat       | finalist       |
| --------- | ----------------- | -------------- | -------------- | -------------- |
| 1994./95. | Široki Brijeg     | Ljubuški       | 2:0            | Sloga Uskoplje |
| 1995./96. | Mostar            | Ljubuški       | 1:1 (4:1 11 m) | Široki Brijeg  |
| 1996./97. | Mostar            | Troglav Livno  | 1:0            | Orašje         |
| 1997./98. | Mostar            | Orašje         | 0:0 (3:2 11 m) | Široki Brijeg  |
| 1998./99. | Mostar            | Brotnjo Čitluk | 1:1 (4:2 11 m) | Široki Brijeg  |
| 1999./00. | Kiseljak Orašje   | Orašje         | 0:2 7:2        | Kiseljak       |